# Hyperpop
L'hyperpop és un subgènere, o també anomenat microgènere per Spotify, de la música pop experimental, caracteritzada pel seu absurd i maximalista ús d'elements electrònics. La veritable definició de hyperpop és força discutida, ja que el gènere sovint no pot ser categoritzat dins dels límits musicals tradicionals. Kieran Press-Reynolds de Complex assenyalar que el hyperpop "s'ha convertit en una mena de terme paraigües per al pop electrònic ràpid i experimental". Joe Vitagliano va afegir que no estava segur de si havia de ser considerat un gènere. Fins i tot Glaive, un dels cantants del gènere, va esmentar que per a ell no era un gènere.
Segons Ilana Slavit de Daily Emerald, el gènere es caracteritza per riffs ràpids amb veus agudes carregades d'auto-tune contrarestades per un baix que arriba a ser més forta i baix que els d'una pista d'EDM. La majoria dels músics solen ser part de la comunitat LGBT i usen lírica sexualment explícita, provocant que el gènere sigui sinònim de llibertat sexual i diversitat.

## Artistes
- 100 Gecs
- A. G. Cook
- Brooke Candy
- Charli XCX
- Cupcakke
- Dorian Electra
- Els Cundits
- ericdoa
- glaive
- Hannah Diamond
- Junglepussy
- Kim Petras
- kurtains
- María Escarmiento
- oaf1
- Osquinn (anteriormente P4rkr)
- Princess Nokia
- Rico Nasty
- Rojuu
- Shygirl
- Slayyyter
- SOPHIE
- Underaiki